# Гастфрейнд, Николай Андреевич
Николай Андреевич Гастфрейнд (10 октября 1854, Санкт-Петербург — до 1929) — русский публицист, историк, литературовед, действительный статский советник.

## Биография
В 1875 году окончил Александровский лицей, лицеист XXXIV курса. В том же году поступил на службу, в классном чине с 1878 года. Действительный статский советник. Чиновник ведомства учреждений Императрицы Марии.
Корреспондент Главного управления коннозаводства, почётный член Новгородского губернского статистического комитета. Участник Белого движения в России.
Автор историко-биографических исследований.

## Избранные произведения
- Пушкин. Документы. СПб., 1900
- Кюхельбекер и Пущин в день 14 декабря 1825 года: По письменным показаніям В. К. Кюхельбекера, данным Слѣдственной комиссіи Верховнаго уголовнаго суда. Столичная тип., 1901
- Письмо и стихотворение Кюхельбекера в «Литературный вестник» [общества библиологии]. Т. 3. Кн. 2. 1902
- Письма Абрама Ганнибала (Архивные документы), Спб. 1904
- Пушкин. Документы Государственного и С.-Петербургского Главного архивов Министерства иностранных дел, относящиеся к службе его 1831—1837 гг. СПб. : Тип. П. П. Сойкина, 1912
- Товарищи Пушкина по Царскосельскому Лицею. Материалы для словаря лицеистов первого курса 1811—1817 гг., тт . I—III . СПб., 1912—1913
- Иван Иванович Пущин. — СПб. : Тип. П. П. Сойкина, 1913.
- Алексей Дамианович Илличевский. — СПб. : Тип. П. П. Сойкина, 1912